# جلال دباغ
جلال دباغ سياسي وكاتب وصحفي كردي، من مدينة السليمانية في كردستان العراق. كان أول من ترجم بيان الحزب الشيوعي إلى اللغة الكردية سنة 1967.

## تعليمه
أنهى دراسته الثانوية ثم التحق بدار المعلمين في السليمانية.

## حياته المهنية
تولى بين عامي 1972 - 1978 منصب نائب رئيس تحرير مجلة الفكر الجديد الأسبوعية التي كانت تصدر في بغداد باللغتين العربية والكردية. وهي مجلة ثقافية، سياسية واجتماعية كان لها دور كبير في نشر الأدب والثقافة التقدمية. كما تولى بين عامي 1986 - 1991 منصب رئاسة تحرير النسخة الكردية لمجلة مشاكل السلم والإشتراكية، وكانت تسمى باللغة الكردية «رێگای ئاشتی وسۆسیالیزم» أي طريق السلم والإشتراكية. وعلاوة على ذلك، كان محرر مجلة «بیری نوێ» الشهرية الكردية.[بحاجة لمصدر]
جلال دباغ كتب وترجم العديد من الكتب المقالات والقصائد

## أعماله

### الترجمات
- البيان الشيوعي: قام بأول ترجمة لبيان الحزب الشيوعي إلى اللغة الكردية عام 1967 وبعد سنوات من استنساخ الترجمة باليد طبعت لأول مرة عامي 1996 و 2001.
- ڕاپەرینی کوردان 1925: ترجمة من الروسية لكتاب «أكراد تركيا في العصر الحديث» للمؤرخ مانفيل غاسراتيان، يتكلم الكتاب عن ثورة الشيخ سعيد عام 1925. نُشرت عام 2006.
- الكارما: ترجمة من الروسية لكتاب تشخيص الكارما لسيرجي لازاريف، يدور الكتاب حول التأمل الروحي والكارما. نُشرت عام 2006.
- وا بەهار هات: أي «ها قد جاء الربيع» وهي رواية لحاجي جندي.
- پیاوێکی نابین: أي «رجل أعمى»، مخطوطة لجبران خليل جبران.
- تەواوی نووسینەکانی فەهد: أي «الأعمال الكاملة لفهد»، وهي مجموعة أعمال للسياسي يوسف سلمان يوسف أحد مؤسسي الحزب الشيوعي في العراق والمعروف أيضاً بإسمه الحركي فهد. نُشرت عام 2001.

### المؤلفات
- حاجي قادري كۆيي: نُشرت عام 2009.
- 28 نجمة في السماء الخالدة: نُشرت عام 1985.
- مذكرات طريق الحياة: نُشرت عام 1978.
- حياة ونضال ديميتروف: حول الزعيم الشيوعي البلغاري جيورجي ديميتروف. نُشرت عام 1973.
- ديوان اغاني الانتصار: مجموعة من القصائد. نُشرت عام 1998.

## وصلات خارجية
- كلمات النشيد باللغة العربية على شكل صورة
- استمع للنشيد بعدد من اللغات العالمية نسخة محفوظة 29 فبراير 2012 على موقع واي باك مشين.
- نوتة اللحن ملف PDF (إنجليزي)

## استشهاد
1. ↑  "جلال دباغ". الحوار المتمدن. مؤرشف من الأصل في 2019-09-02.